# Lokale Agenda 21
Als Lokale Agenda 21 wird ein Handlungsprogramm bezeichnet, das eine Gemeinde oder Region in Richtung Nachhaltigkeit entwickeln soll. Vorbild für dieses kommunale Handlungsprogramm ist ein 1992 von damals 178 Mitgliedsstaaten der UNO verabschiedetes globales Programm, die Agenda 21. Dieses enthält Maßnahmen in zahlreichen Politikfeldern, um die Lebens- und Wirtschaftsweise der menschlichen Spezies zukunftsfähig zu gestalten („das 21. Jahrhundert überleben“). Die Agenda 21 spricht außer den internationalen Institutionen und den Nationalregierungen alle politischen Ebenen an; in Kapitel 28 dieses Dokuments werden alle Kommunen der Unterzeichnerländer aufgefordert, auch auf ihrer Ebene ein solches an Nachhaltigkeit orientiertes Handlungsprogramm zu erstellen. Dies soll in Zusammenarbeit mit Bürgerschaft, zivilgesellschaftlichen Organisationen und der privaten Wirtschaft geschehen. Ein verbreitetes Motto ist „Global denken – lokal handeln!“

„Da viele der in der Agenda 21 angesprochenen Probleme und Lösungen auf Aktivitäten auf der örtlichen Ebene zurückzuführen sind, ist die Beteiligung und Mitwirkung der Kommunen ein entscheidender Faktor bei der Verwirklichung der in der Agenda enthaltenen Ziele. […]

Bis 1996 soll sich die Mehrzahl der Kommunalverwaltungen der einzelnen Länder gemeinsam mit ihren Bürgern einem Konsultationsprozess unterzogen und einen Konsens hinsichtlich einer ‚lokalen Agenda 21‘ für die Gemeinschaft erzielt haben.“

## Weltweiter Prozess
Weltweit haben in über 10.000 Städten und Gemeinden Bürger, Gruppen, Vereine, Verbände und Initiativen gemeinsam mit den Verwaltungen und Vertretern aus der Wirtschaft begonnen, sich für die Umsetzung der Agenda 21 auf lokaler Ebene einzusetzen. Die Mehrzahl dieser Kommunen liegt in Europa. In Deutschland sind es bereits über 2600 Kommunen, die einen Gemeinderatsbeschluss zur Erarbeitung einer lokalen Agenda 21 gefasst haben.
Da das Kapitel 28 der Agenda 21 kurz ist, haben zahlreiche Vertreter europäischer Kommunen auf Tagungen 1994 im dänischen Aalborg und 1996 in Lissabon an den Gesamttext der Agenda 21 anknüpfend weitere Leitlinien erarbeitet und vereinbart, wie ein Prozess der Erstellung einer lokalen Agenda 21 zu gestalten sei. Dies wurde in der Aalborg-Charta und der Lissabonner Erklärung festgehalten. Seitdem kann man von einem Konzept für dieses Beteiligungsverfahren sprechen.
Auf dem Weltgipfel für nachhaltige Entwicklung 2002 in Johannesburg fand auf der Local Government Session eine umfangreiche Bilanz von 900 Kommunalvertretern statt. Sie stellten fest, dass viele Einzelmaßnahmen in die 1992 formulierte Richtung weisen, jedoch in den Kommunen nach wie vor Widerstände gegen das umfassende Reformprogramm „Lokale Agenda 21“ bestehen.
Eine weitere Konferenz europäischer Kommunen 2004 in Aalborg vertiefte das Konzept „Lokale Agenda 21“ und drängte auf Verwirklichung des ursprünglichen Konzepts. Im Abschlussdokument „Aalborg Commitments“ wurden dessen Verfahrensweisen präzise beschrieben. Die wichtigsten Elemente sind:
- Bestandsaufnahme (Nachhaltigkeitsbericht und aktuelle Ziele/Maßnahmen),
- gemeinsame Zielfestlegung (Leitbilder und messbare Ziele),
- Ableitung von Maßnahmen aus diesen Zielen,
- regelmäßige Erfolgskontrolle.

„Wir haben die Vision integrativer, prosperierender, kreativer und zukunftsfähiger Städte und Gemeinden, die allen Einwohnerinnen und Einwohnern hohe Lebensqualität bieten und ihnen die Möglichkeit verschaffen, aktiv an allen Aspekten urbanen Lebens mitzuwirken.“ (Aalborg Commitments 2004).

## Nationales

### Deutschland

#### Anfangsphase (1992–1998)
In der Anfangsphase von 1994 bis 1997 (1. Generation) standen vorwiegend Umweltthemen und Projektarbeit im Mittelpunkt der örtlichen Agenda-21-Arbeit. Die Lokale Agenda 21 und auch das Thema Nachhaltigkeit war alles andere als eine „Selbstverständlichkeit“. In dieser Zeit mussten erhebliche Widerstände überwunden und Vertrauen aufgebaut werden. In Bayern gab es 1997 erst 80 kommunale Agenda-21-Beschlüsse. Vorreiter war in Berlin die Lokale Agenda 21 Köpenick, in Nordrhein-Westfalen die Lokale Agenda 21 Münster, in Bayern die Stadt München und die Agenda 21 Altmühltal (Landkreis Eichstätt, Naturpark Altmühltal). Oftmals ging die erste Initiative (ab 1994) von kirchlichen Kreisen (Köpenick, Altmühltal) und Bildungseinrichtungen (München) aus.

#### Wachstumsphase (1998–2002)
Den Wendepunkt zur Wachstumsphase markiert der Rio plus 5 Erdgipfel in New York. Die Erfahrungen der 1. Generation wurden ausgewertet und führten zu einem Bündel von Verbesserungsmaßnahmen. Daraus entstanden z. B. in Bayern die Komma-21-Zentrale und verschiedene Förderprogramme. Dabei ging es vor allem um bessere Rahmenbedingungen für einen erfolgreichen Lokale-Agenda-21-Prozess. Ein wesentlicher Beitrag war dabei die Klärung der Schritte zur Lokalen Agenda 21.
Schon während der Wachstumsphase ist der Agenda-Prozess in Deutschland nach der Reduzierung öffentlicher Gelder ins Stocken geraten. Wobei es hier regional unterschiedliche Entwicklungen gab. Hinzu kommen je nach personellem Engagement der hauptamtlichen internen oder externen kommunalen Agenda-Beauftragten und dem Echo der zumeist ehrenamtlich tätigen Kommunalpolitiker mehr oder minder hohe Frustrationen bei den durchweg ehrenamtlich tätigen Agenda-Aktivisten.
Um den Prozess der Agenda-Arbeit wieder voranzutreiben, wurde deswegen 2001 auf Bundesebene die Deutsche Gesellschaft Agenda 21 und 2002 die Bundesweite Servicestelle Lokale Agenda 21 sowie auf Landesebene der bisher einzige Landesverband in Hessen gegründet. Der hessische Landesverband verfolgt neben der allgemeinen Förderung des ehrenamtlichen Engagements in der LA-21-Umsetzung speziell die Hervorhebung wirtschaftlicher Projekte. Im engeren Sinne orientieren diese sich an Schaffung wirtschaftlich vertretbarer Alternativen zu fossilen Energielieferanten zur Versorgung mit Energieträgern auf Basis nachwachsender Rohstoffe. Im Fokus steht dabei im Bundesland Hessen die Nutzung von Holz.

#### Qualitätsphase (ab 2002)
Lokale Agenda 21 ist heute zur „Selbstverständlichkeit“ und zu einer weltweiten Bewegung geworden. Auf dem Weltgipfel in Johannesburg 2002 wurde in der Local Government Session Bilanz gezogen und die nächste Phase vorbereitet. Auch wenn es über 10.000 Prozesse weltweit gibt, kommt es vielerorts zu ersten Ermüdungserscheinungen. Manche Prozesse sind sogar völlig im „Sand“ verlaufen. Viele Kommunen sind mitten auf dem Weg stehen geblieben oder vom Kurs abgekommen. Einigen fehlen nur wenige Schritte bis zum erfolgreichen Zwischenziel. Durch die örtlichen Frustrationserfahrungen, aber auch durch die Namensähnlichkeit mit der Agenda 2000 und vor allem der Agenda 2010 hat das Image der Lokalen Agenda 21 in Deutschland stark gelitten. Auf der anderen Seite ist Nachhaltigkeit bzw. Zukunftsfähigkeit zur zentralen Herausforderung der Kommunen in Deutschland und in der EU geworden (vgl. Studie Deutschland 2020). Im Freistaat Bayern wurde die größte Evaluierung der Lokalen Agenda 21 in Deutschland mit 1097 Kommunen durchgeführt. Ziel der Qualitätsphase ist es, die begonnenen Lokale-Agenda-21-Prozesse qualitativ abzuschließen (Zwischenergebnis Leitbild) und die Kommunen gut für die Herausforderung Nachhaltigkeit zu rüsten.

#### Paradigmenwechsel zur Lokalen Nachhaltigkeitsstrategie (ab 2012)
Mit dem Modellprojekt „Visionen für Ingolstadt“ wurden international neue Akzente gesetzt und die 3. Generation der Instrumente vorbereitet. Aufgrund der zahlreichen Erfahrungen der Prozesse der 2. Generation in Bayern, Deutschland und Europa wurde in der Stadt Ingolstadt, analog den Staaten und Landesregierungen der Paradigmenwechsel zur lokalen Nachhaltigkeitsstrategie vollzogen. Von Ralf Klemens Stappen wurde für die Stadt Ingolstadt ein erster Prototyp der neuen Methodik entwickelt, welcher sich am UNDP/OECD Standard für „Sustainable Development Strategies“ orientiert und erstmals auf dem Weltgipfel für nachhaltige Entwicklung 2002 in Johannesburg vorgestellt wurde. Wichtig ist dabei ein zyklisches und prozessorientiertes Verständnis von nachhaltiger Entwicklung und die Verankerung in einem Kommunalen Nachhaltigkeitsmanagement. Damit stehen heute starke Instrumente für die kommunale Zukunftsfähigkeit zur Verfügung und eine Professionalisierung der Praxis zeichnet sich langsam ab.
Weitere neue Instrumente sind z. B.:
- das Leitbild der Bürgerkommune;
- die Verzahnung mit übergeordneten Nachhaltigkeitsstrategien (z. B. der EU oder Deutschlands);
- eine strategische Ausrichtung
- Nachhaltigkeit als ganzheitliche Sicht als „Regenschirm“ oder „Dach“ für Wirtschaft, Umwelt, Soziales, Kultur, Eine Welt etc.,
- breite und qualifizierte Bürgerbeteiligung,
- good governance Strukturen für den Gesamtprozess;
- hohe Ergebnisqualität;
- verankerter Umsetzungsmodus;
- Verzahnung mit anderen Bereichen und Instrumenten z. B. soziale Stadt, kommunale Entwicklungszusammenarbeit

Beispiel: Die Lokale Nachhaltigkeitsstrategie der Stadt Neumarkt
Die Stadt Neumarkt in der Oberpfalz (Region Nürnberg) hat als erste Stadt Deutschlands (mit dem Ingolstädter Verfahren) eine Lokale Nachhaltigkeitsstrategie mit Stadtleitbild und Stadtentwicklungsprogramm – im Rahmen eines Lokale-Agenda-21-Prozesses – entwickelt und beschlossen. Im Zentrum stehen 6 Leitbilder, 24 Leitsätze für die Zukunftsfähigkeit bis 2025, 17 Leitprojekte und 164 Maßnahmen und Einzelprojekte für eine nachhaltige Stadtentwicklung (vgl. Literatur).
Neumarkt verfügt über eine besondere lokale Nachhaltigkeitskultur, die sich z. B. darin ausdrückt, dass die Ökobrauerei Lammsbräu 2002 den Umweltpreis der Bundesstiftung Umwelt bekommen hat und somit eines der nachhaltigsten und ökologischsten Unternehmen Deutschlands beherbergt. Eine weitere Besonderheit ist das kirchliche Umweltmanagement in der Pfarrei Hl. Kreuz (im Rahmen der Diözesanen Agenda 21 des Bistums Eichstätt), die als erste Pfarrgemeinde Deutschlands nach EMAS (Öko-Audit) zertifiziert wurde, sowie die zahlreichen Nachhaltigkeitsprojekte des Landkreises Neumarkt. Die Stadt Neumarkt wurde 2012 mit dem Deutschen Nachhaltigkeitspreis als nachhaltigste Stadt in der Kategorie Mittelstädte ausgezeichnet. Ähnliche Prozesse laufen in Oslo, Rugby und in Cardiff. Im Zentrum steht dabei eine Verknüpfung mit der nachhaltigen Stadtentwicklung bzw. Gemeindeentwicklung.
Der Paradigmenwechsel von der Lokalen Agenda 21 zur Lokalen Nachhaltigkeitsstrategie wurde bis 2012 vollzogen (vgl. Studie Rio vor Ort, 2012).

### Österreich

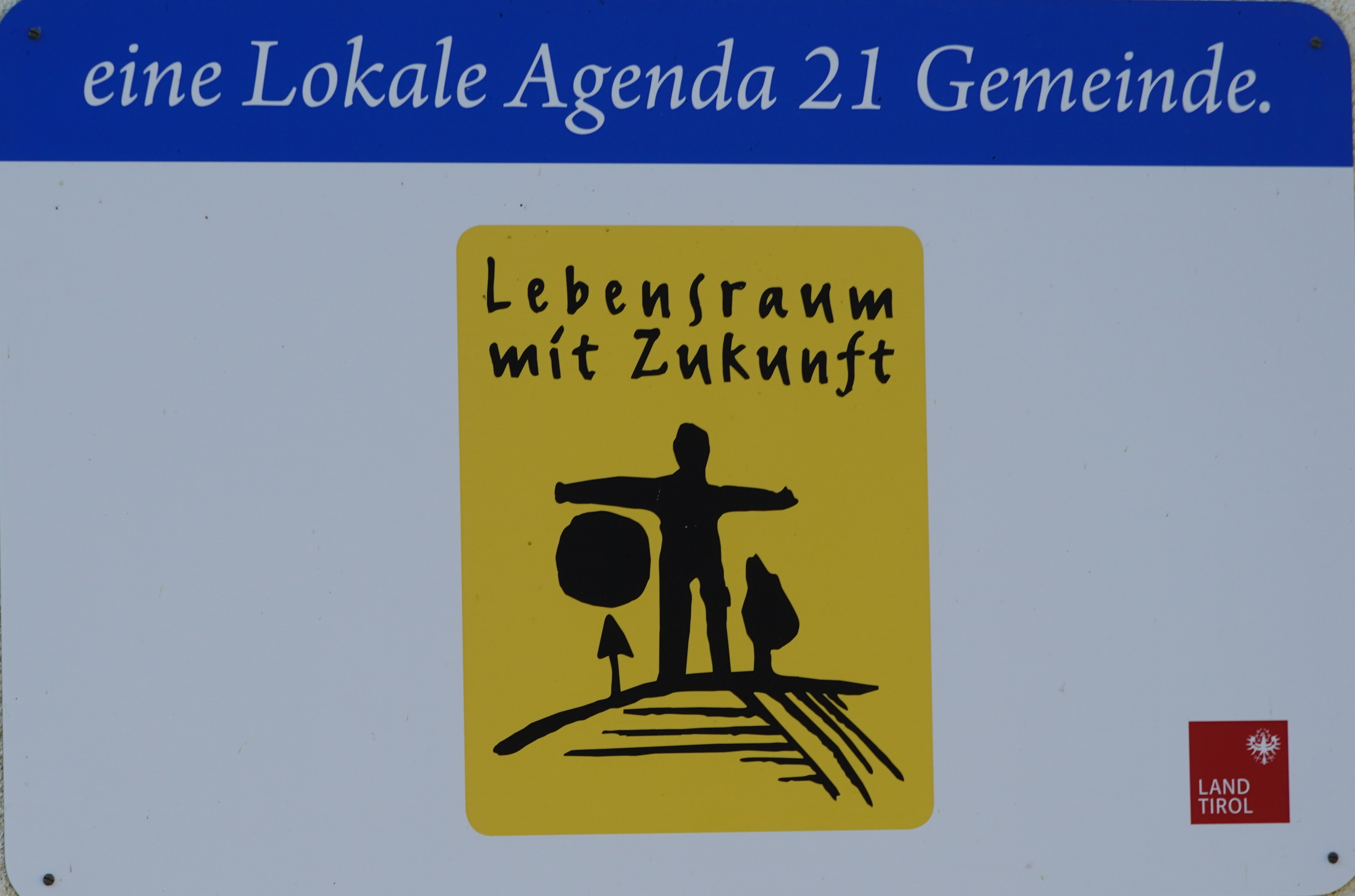
Innervillgraten, Lokale Agenda 21 Gemeinde in Osttirol

In Österreich wird die Lokale Agenda 21 vom Lebensministerium betreut. Seit ihrem Beginn in Österreich 1997 laufen Lokale Agenda 21-Prozesse in mittlerweile 500 Gemeinden, Städten, Bezirken und Regionen bundesweit und setzen damit wichtige Beiträge zur nachhaltigen Entwicklung ländlicher und urbaner Räume. Die Bundesländer wie auch das Lebensministerium unterstützen diese Zukunftsprozesse – mit Wissen, Beratung, Prozessbegleitung, Kommunikation und Förderungen. Da die Lokale Agenda 21 wesentliche Beiträge zur Stärkung der Regionen leistet, ist sie auch im Förderprogramm zur Ländlichen Entwicklung verankert.
Als erstes von der Stadt Wien initiiertes Pilotprojekt der Lokalen Agenda 21 startete 1998 der 9. Wiener Gemeindebezirk (Alsergrund) mit einer umfassenden „aktivierenden Stadtdiagnose“. Die daraus erfolgreich resultierenden Aktionen und Veränderungen im öffentlichen Raum führten ab 2002 zu einem gesamtstädtischen Modell der Lokalen Agenda 21 Wien. Die Bezirke der Stadt können derzeit freiwillig am Programm des Vereins teilnehmen und durch eigene Agendabüros in den jeweiligen Bezirken ihre Lebensqualität verbessern. Seit 2009 besteht das erweiterte Programm der Lokalen Agenda 21 Plus Wien, welches sich mit den Hauptthemen nachhaltiger Mobilität, öffentlicher Raum, interkultureller Dialog sowie die Gestaltung der Stadtteile für Jung & Alt beschäftigt. Ein weiterer Zugewinn für die nachhaltige Stadtentwicklung Wiens war der initiierte Ideenwettbewerb ELLA, welcher den Bürgern der Bezirke die Möglichkeit gab, eigene Ideen einzureichen und selbstständig umzusetzen.